# Acetalamina
A acetalamina ( Aminoacetal ou  amino-acetaldeido dietil acetal) é um  composto orgânico derivado da amônia (NH3)  pela substituição de um átomo de hidrogênio  por um radical acetalilo [(-CH2-CH(O-CH2-CH3)2].
Pertence a função mista amino-alcoxi e apresenta fórmula estrutural
NH2-CH2-CH(O-CH2-CH3)2.

## Características

### Organolépticas
- Cor: Incolor
- Odor: Forte e desagradável

### Físicas
- Estado físico: Líquido
- Solubilidade: Dissolve em água, clorofórmio, éter e álcool.
- Ponto de ebulição: 163º Celsius

### Químicas
- Fortemente alcalino e alta reatividade
- Absorve, por reação,  o CO2 do ar atmosférico
- Decompõem-se em contato com ácidos diluidos.
- Reage com  cloreto mercúrico formando um precipitado branco floculento
- Com cloreto áurico produz um óleo amarelo que logo solidifica.

## Obtenção
Existem alguns métodos de preparação:
- Redução do nitro-acetal [O2N-CH2-CH(O-CH2-CH3)2)] pelo sódio e álcool.
- Redução do éster de glicina pela amálgama de sódio obtendo amino acetaldeido e  este em aminoacetal.
- Reação de um halocetal X-CH2-CH(O-CH2-CH3)2  com amônia, onde o X pode ser o cloro, bromo ou iodo. Pesquisas tem demonstrado que a reação com o iodo  é mais eficaz. Este método é patenteado.[7]

Com o cloroacetal:
Cl-CH2-CH(O-CH2-CH3)2 ( NH3, 140º Celsius ) =⇒ NH2-CH2-CH(O-CH2-CH3)2.
O produto da reação é agitado com éter, adicionado carbonato de potássio e, o extrato final obtido é destilado.

## Usos
- É usado como reagente na síntese do alcalóide Hidrastinina (síntese de Fritsch)[9]